# آئرو مونگولیا
آئرو مونگولیا (به انگلیسی: Aero Mongolia) یک شرکت هواپیمایی با کد یاتا M0 است که در تاریخ ۲۰۰۲ میلادی تأسیس شده‌است. دفتر مرکزی آئرو مونگولیا در فرودگاه بین‌المللی بویانت-اوخا، اولان‌باتور، مغولستان واقع شده‌است و قطب این شرکت هواپیمایی در فرودگاه بین‌المللی بویانت-اوخا قرار دارد و به ۱۴ مقصد، پرواز انجام می‌دهد.